# Afera Stavisky’ego

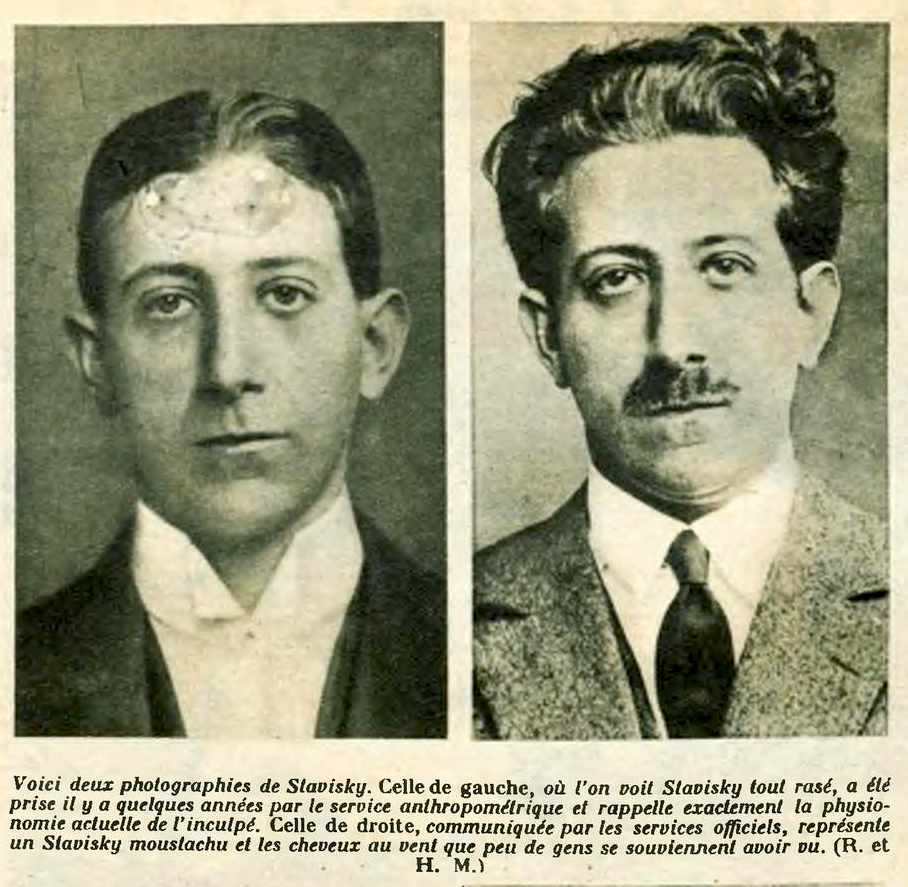
Zdjęcia Serge’a Alexandre’a Stavisky’ego z gazety policyjnej (14 stycznia 1934 r.)

Afera Stavisky’ego – jedna z największych afer związana z francuskimi kręgami rządowymi w styczniu 1934 r.

## Afera
Afera związana była z osobą Serge’a Alexandre’a Stavisky’ego (ur. 20 listopada 1886, zm. 8 stycznia 1934), żydowskiego imigranta z rosyjskiej Ukrainy. W paryskim świecie przestępczym był drobnym oszustem i hochsztaplerem, znanym pod pseudonimem „le beau Sasha” („piękny Sasza”). W latach 1918–1928 często osadzany we francuskich więzieniach. Wkrótce w niejasnych okolicznościach założył firmę jubilerską „Alex” w Orleanie, a następnie stanął na czele Towarzystwa Gruntów i Robót Publicznych, cieszącego się oficjalnym poparciem władz. Pod zastaw fałszywej biżuterii zaciągnął ogromne kredyty w banku Crédit municipal w Bayonne, przez co wielu akcjonariuszy straciło pieniądze. Prasa zaczęła pisać, że takich operacji finansowych nie można było zrobić bez poparcia możnych protektorów w parlamencie, rządzie i mediach. Faktycznie S. A. Stavisky miał wiele znajomości w kręgach rządzących i świecie finansjery. Pozostawał w zażyłych stosunkach z samym premierem Camille’m Chautempsem i ministrami jego rządu.
W pierwszych dniach stycznia 1934 r. wyszła na jaw prawda o finansowych machinacjach S. A. Stavisky’ego. Władze wydały nakaz aresztowania go, ale po wejściu policjantów do jego domu w Chamonix 8 stycznia zmarł. Według oficjalnych państwowych informacji popełnił samobójstwo wystrzałem z rewolweru w głowę. Prasa opozycyjna oskarżała rządzących, że w rzeczywistości S. A. Stavisky został zastrzelony, co było na rękę wielu wpływowym ludziom. Następnie rozpoczęła kampanię polityczną przeciwko korupcji rządu, podczas której dochodziło raz po raz do ulicznych demonstracji skrajnej prawicy.

## Konsekwencje
Kryzys doprowadził do dymisji gabinetu premiera C. Chautempsa, zastąpionego 27 stycznia przez jego partyjnego kolegę Edouarda Daladiera. Jednym z jego pierwszych decyzji było usunięcie prefekta paryskiej policji Jeana Chiappe’a, który otwarcie wyznawał prawicowe sympatie. Było to bezpośrednim powodem wybuchu 4 lutego w Paryżu wielkich demonstracji organizacji i ugrupowań skrajnie prawicowych (tzw. lig antyparlamentarnych) nazwanych Kryzysem 6 lutego 1934.

## Epilog
W 1935 r. rozpoczął się proces przeciwko 20 osobom zamieszanym w aferę Stavisky’ego, w tym dwóm deputowanym i jednemu generałowi. Wydano 11 wyroków uniewinniających i 9 skazujących.
W 1974 r. francuski reżyser Alain Resnais nakręcił film fabularny pt. Stavisky z Jeanem-Paulem Belmondo w roli głównej.